# Mazda

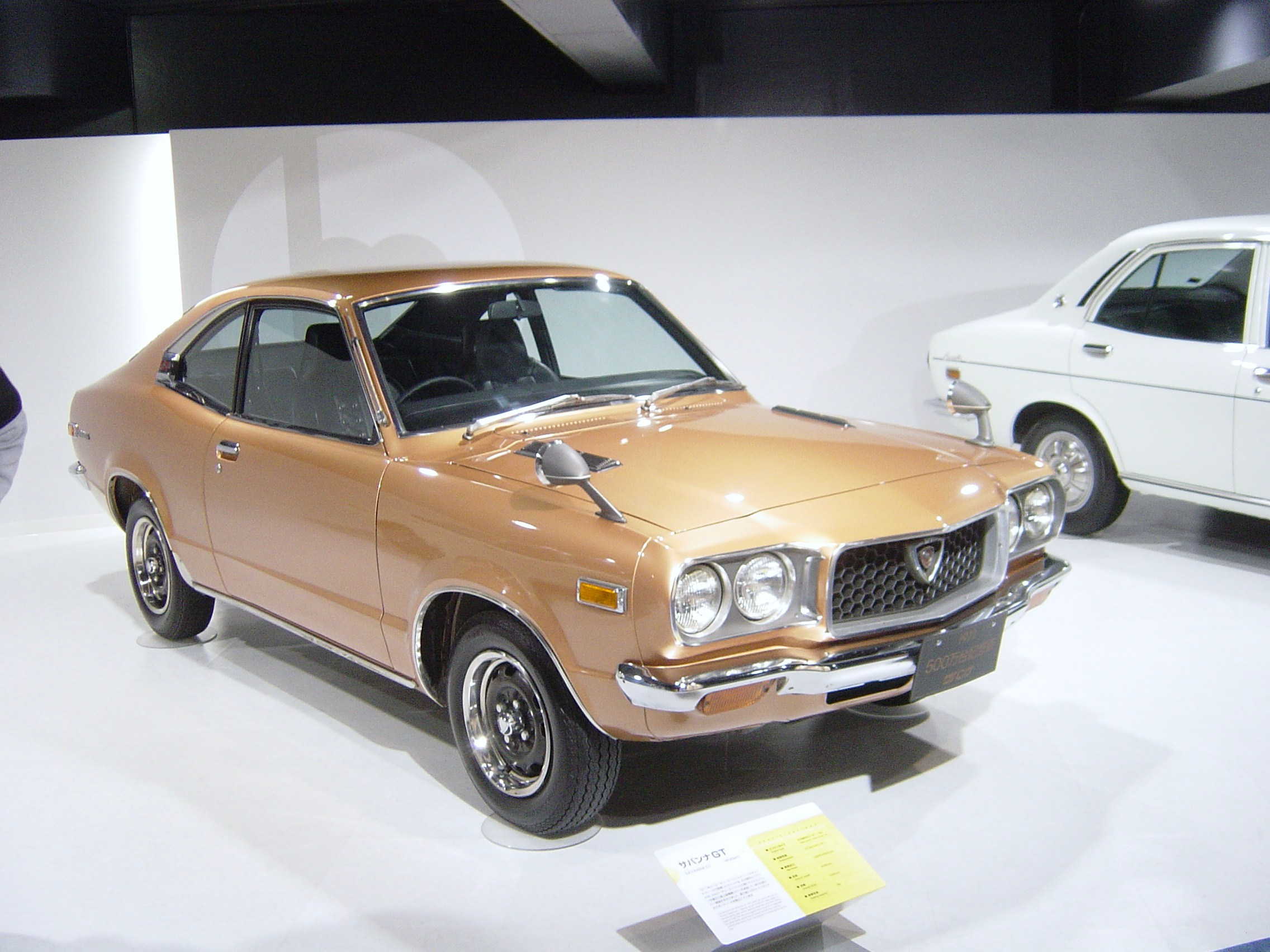
Mazda RX-3

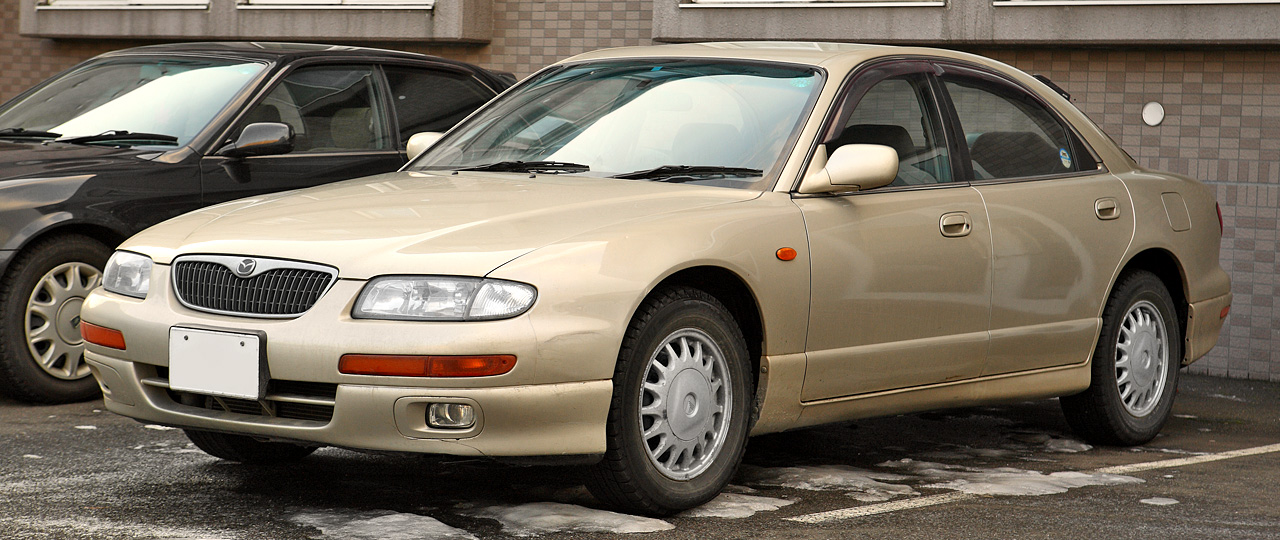
Mazda Millenia

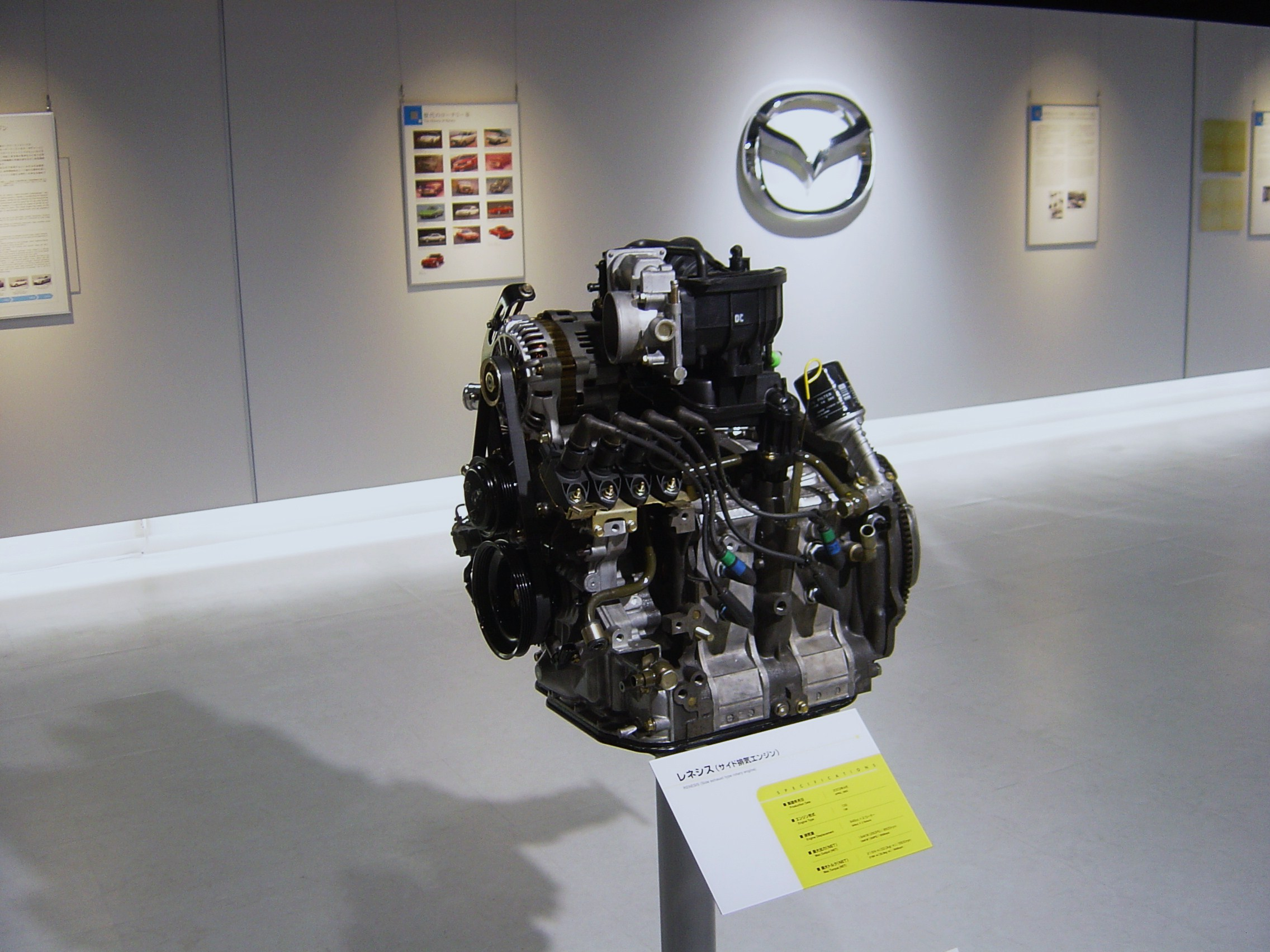
Motor Mazda

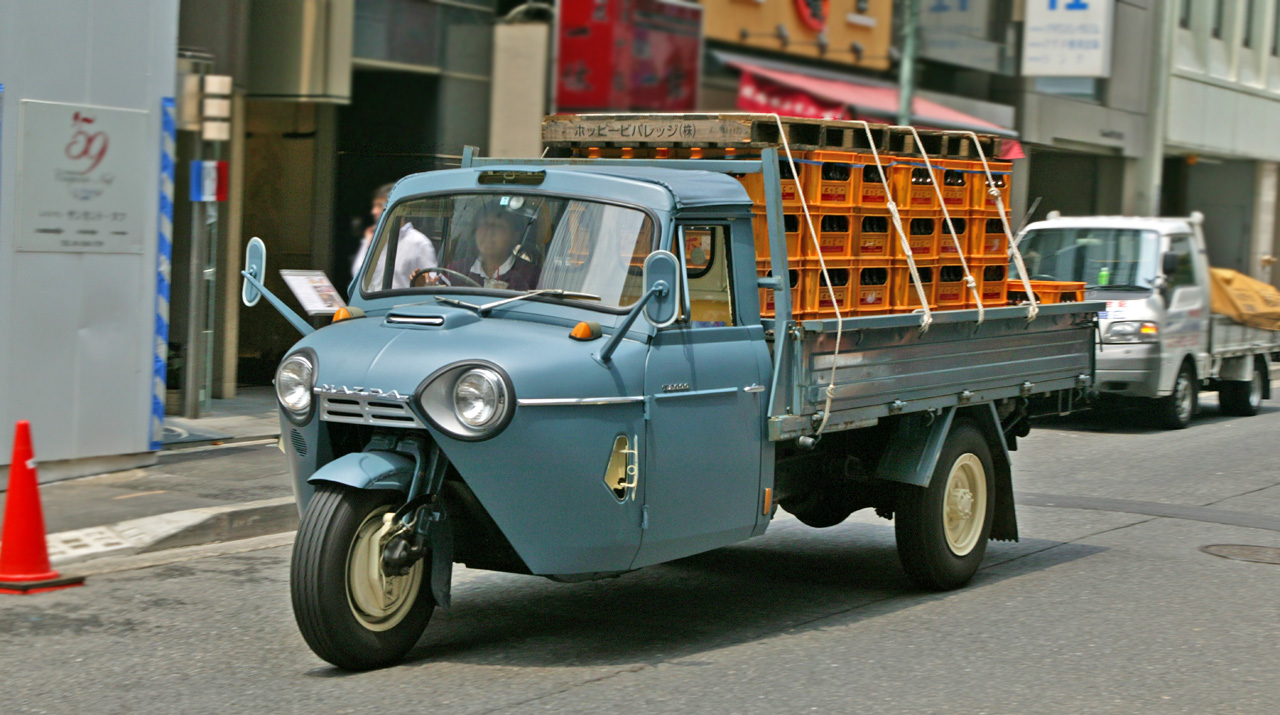
Mazda T2000

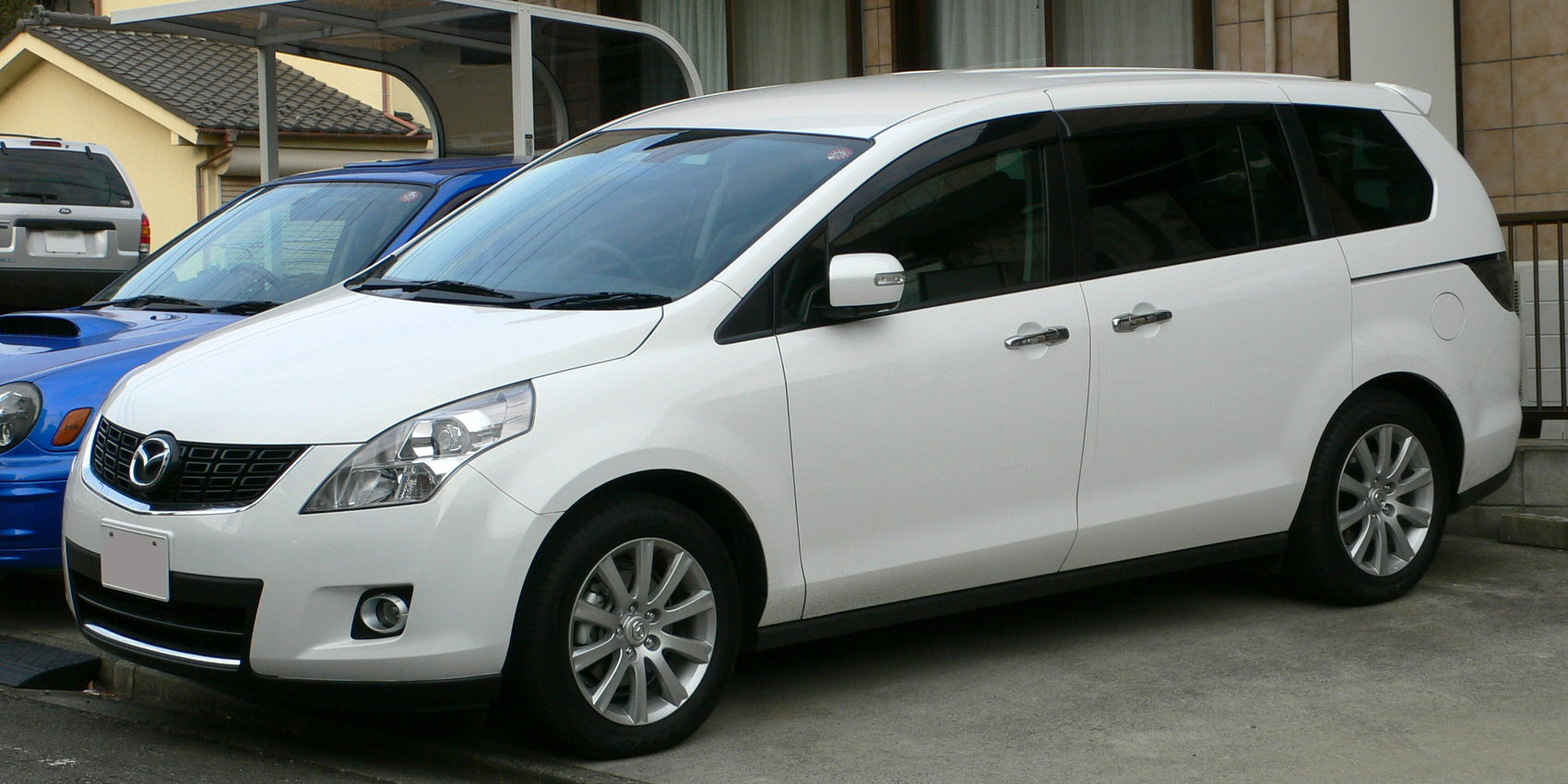
Mazda MPV

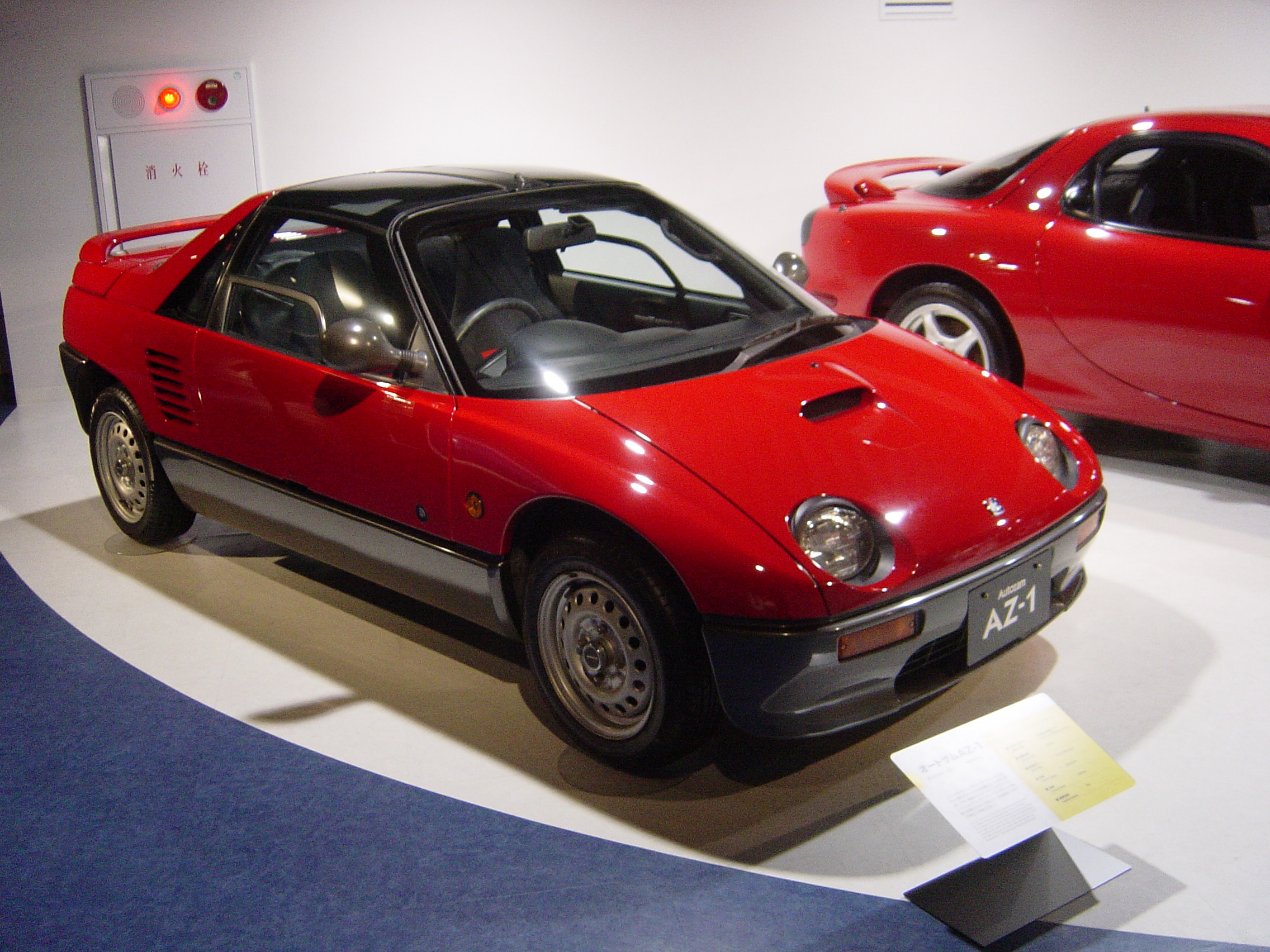
Autozam AZ-1

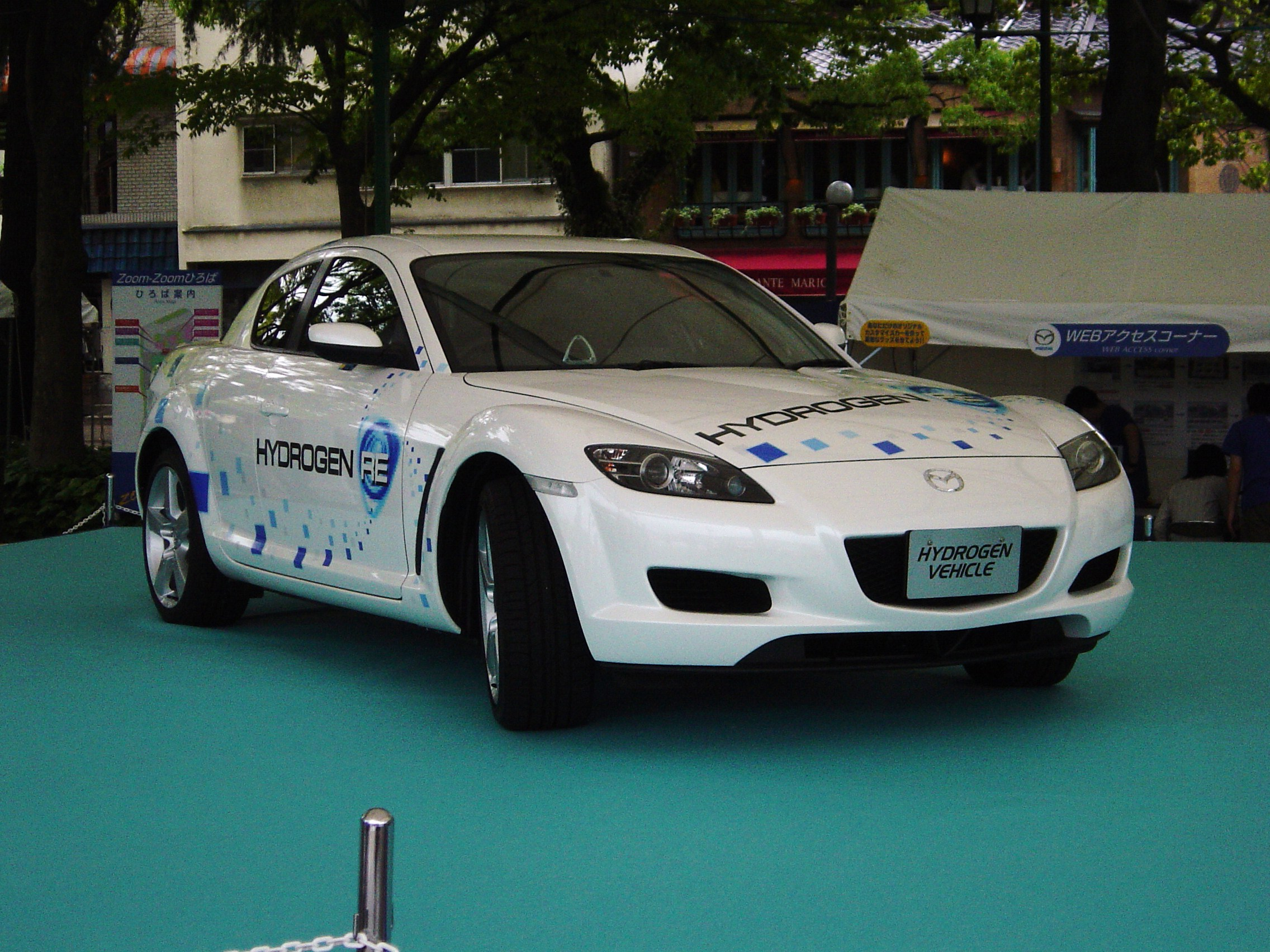
Mazda RX-8

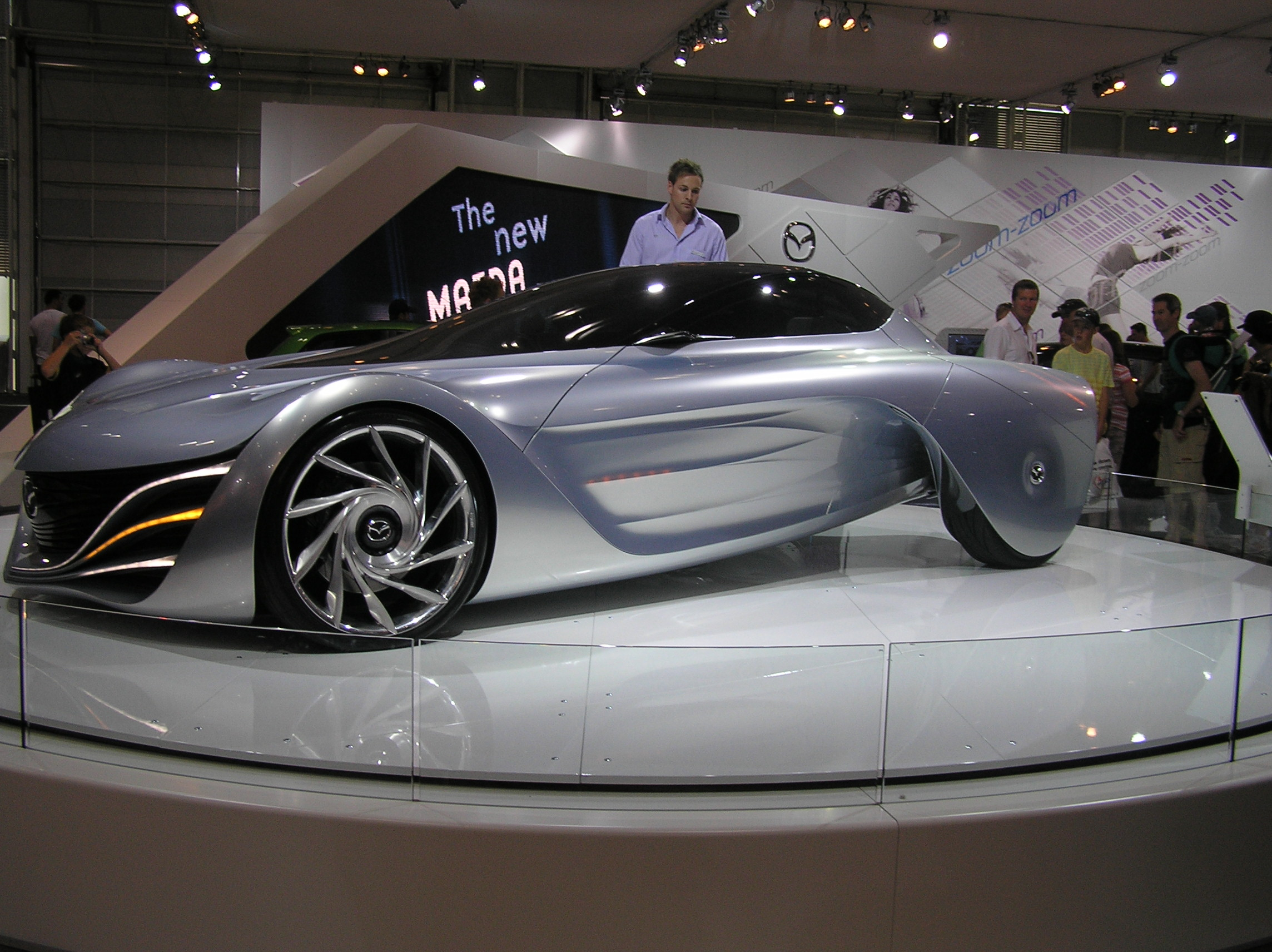
Mazda Taiki, concept car (2008)

Corporația Mazda Motor (Mazda Motor Corporation, în japoneză マツダ株式会社) este un producător japonez de automobile, cu sediul în Hiroshima, Japonia.

## Istorie
1920 este anul in care Matsuda Jujiro a creat o companie de vehicule, numită Toyo Cork Kogyo Co.
În 1934, este creat primul logo Mazda. Compania a fost redenumită în cinstea zeului Ahura Mazda, cea mai mare zeitate Zoroastriană, zeul înțelepciunii, care face legătura dintre om și natură. Noul nume era, de asemenea, în concordanță cu numele fondatorului companiei.
În 1960 se lansează autoturismul cu două uși Mazda R360 Coupe.
În 1981, compania a deschis reprezentanțe în America și Europa: Mazda (America de Nord), Inc. Motors și Mazda Representative Office (Europa).
1991- Mazda 787B a câștigat în cursa de 24 ore Le-Mans.
2002- Filozofia Zoom-Zoom a fost adoptat ca bază a conceptului de brand
2005- se produce versiunea facelift a modelului Mazda MX-5, cel mai popular Roadster din lume.
În 2007, Mazda a produs aproape 1,3 milioane de vehicule pentru vânzări internaționale. Cele mai multe (aproape un milion) au fost produse în fabricile japoneze ale companiei, restul provenind din alte colțuri ale lumii.

## Modele
Modelele cele mai bine recunoscute sunt:
- Mazda 2 (2002–prezent)
- Mazda 3 (2003–prezent)
- Mazda 6 (2002–prezent)
- Mazda 5 (2004–2018)
- Mazda CX-7 (2006–2012)
- Mazda CX-9 (2006–prezent)
- Mazda MX-5 (1989–prezent)
- Mazda RX-8 (2003–2012)
- Mazda BT-50 (2006–prezent)
- Mazda MX-30 (2020–prezent)

## Producție
În anul 2010, Mazda a produs 1,3 milioane de vehicule, în creștere cu 32,8% față de anul 2009.

## Mazda în România
În anul 2010, Mazda a vândut în România 836 de autoturisme.